# میستان (جویبار)
میستان، منطقه‌ای است از توابع شهرستان جویبار در استان مازندران ایران.

## جمعیت
این روستا در حد فاصل بهنمیر و شهرستان جویبار قرار داشته و براساس آخرین سرشماری مرکز آمار ایران که در سال ۱۳۸۵ صورت گرفته، جمعیت آن ۷۱۵نفر (۱۸۸خانوار) بوده‌است.

## جاذبه‌های گردشگری
علاوه بر نزدیکی میستان به سواحل زیبای دریای خزر وجود تالاب میستان باعث جذابیت دوچندان این منطقه گردیده‌است. تالاب میستان در موقعیت جغرافیایی N364005 E524938 در استان مازندران واقع است. این تالاب در فاصله ۵ کیلومتری دریای خزر و در جنوب روستای میستان واقع است. تالاب میستان در ارتفاع ۱۸ متری سطح آب‌های آزاد واقع شده و از تالاب‌های بزرگ و مهم استان مازندران است. هر ساله پرندگان کنار آبزی و آبزی فراوانی برای زمستان گذرانی به این تالاب مهاجرت می‌کنند. طول این تالاب ۱٫۴ کیلومتر و عرض آن ۱٫۲ کیلومتر است. روستای میستان از توابع شهرستان جویبار و در ۵ کیلومتری شرق جاده بهنمیر به لاریم واقع است. مهم‌ترین گیاهان این تالاب را آلاله آبی، علف هفت بند، نی، بارهنگ آبی، گوشاب، آزولا، سازیل، شال تسبیح، لاله مردابی، نیلوفر آبی، قمیش، لویی، اسپرغان، زنبق مردابی، تشکیل می‌دهند. مهم‌ترین جانوران نیز انواع قورباغه، لاک‌پشت خزری و از پرندگان قو، سرسبز، سرحنایی، اردک تاجدار، خوتکا، چنگر، حواصیل خاکستری، چنگر نوک سرخ، کشیم کوچک، حواصیل ارغوانی، قار سفید کوچک، ماهی خورک، غاز خاکستری، سیاه کاکل، اردک بلوطی و گیلدر هستند.